# Hubera nitidissima
Hubera nitidissima är en kirimojaväxtart som först beskrevs av Michel Félix Dunal, och fick sitt nu gällande namn av Chaowasku. Hubera nitidissima ingår i släktet Hubera och familjen kirimojaväxter. Inga underarter finns listade i Catalogue of Life.